# Georges Defour
Georges Defour né le 30 décembre 1913 à Verviers (Belgique) et décédé le 21 août 2012 à Liège (Belgique) est un prêtre belge, missionnaire au Congo, exactement au Kivu. Il est principalement connu pour la fondation du Mouvement Xaveri.

## Biographie

### Études
Georges Defour a effectué ses études secondaires au collège St-François Xavier des pères Jésuites dans sa ville de naissance où il s'est beaucoup investi dans le scoutisme.
En 1932, il rejoint les Pères Blancs en philosophie pendant une année à Boekhout puis poursuit à Glimes. Il fait ses études théologiques à Heverlee, juste après son noviciat (1934-1935), où il sera ordonné prêtre le 30 avril 1939.
Il termine à Louvain en 1942 en obtenant une maîtrise en sciences pédagogiques et une licence en droit. Ses notes lui ont valu une nomination de professeur de philosophie avant de devenir aumônier de l'Aide aux Enfants du Pays en 1945.
Alors âgé de 73 ans, Defour obtient son doctorat en sciences de l'éducation à l'Université de Kisangani le 10 juillet 1986.

### Missionnaire au Congo
Le 11 mai 1946, le Père Defour s'envole pour le Kivu et sera nommé, une année après, Directeur-Inspecteur de l'Enseignement pour l'Archidiocèse de Bukavu. Il fonde et dirige un centre pédagogique chargé de la rédaction et de l'édiction des livres scolaires, l'élaboration des programmes, de la fabrication du matériel pédagogique, etc.

#### Xaveri
Le 7 septembre 1952, Le Père Georges Defour fonde le mouvement xaveri, un mouvement d'action catholique de jeunesse,.
Le mouvement aura comme saint patron, François Xavier, ce qui justifierait même sa dénomination, et prendra un caractère apostolique. À partir de 1957, Georges Defour se consacre à plein temps au développement du mouvement Xaveri.

#### Le Centre BANDARI et le CERDAF
En mai 1966, Georges Defour fonde le centre de formation BANDARI pour former les jeunes cadres du mouvement Xaveri. Ce centre va devenir le siège international du mouvement et est le lieu où son fondateur a été inhumé,.
Il a ensuite créé, en mars 1994, le Centre de Recherche et de Documentation Africaine, CERDAF, avec comme première idée, l'implémentation d'une bibliothèque répondant aux multiples besoins documentaires des chercheurs et lecteurs désirant d'améliorer leurs connaissances sur l'Afrique traditionnelle et moderne. Le centre, ayant démarré au centre BANDARI, attendra son inauguration le 25 novembre 1995 après aménagement du bâtiment construit pour l'accueillir.

#### Éducation
Depuis 1974, Defour fût enseignant à l'ISES (Institut Supérieur des Sciences Sociales) qui deviendra plus tard ISDR-Bukavu. En 1976, il commence à enseigner le cours d'histoire des religions à l'ISP-Bukavu puis publiera son cours sur la religion traditionnelle africaine.
En 1977, il est nommé Secrétaire Général Académique, Directeur Général a.i, dont la mission principale était la transformation de l'ISES en ISDR, devient membre de la Société des Africanistes de Paris et de l'International African Institute de Londres en 1980.
À partir de 1988, il va assurer divers cours dans le cycle de licence de l'ISDR-Bukavu tels que : analyse critique des théories du développement rural, recherche-action, anthropologie africaine et développement rural ou encore andragogie et développement rural.

## Hommages et postérité
Il existe un amphithéâtre et une rue qui portent son nom à Bukavu,.

## Récompenses
- Médaille de la Résistance (1950)[1].
- Médaille Commémorative de la Guerre 1940-1945 (1950)[1].
- Médaille d’Or de l’Ordre Royal du Lion (1958)[1].
- Officier de l'Ordre de la Couronne (1988)[1].
- Pro Ecclesia et Pontifice (2003)

## Écrits
Le Père Georges Defour a publié au total 106 livres et/ou ouvrages, notamment :
- À l'écoute de la sagesse africaine, 1971, 180 p. (OCLC 80243765).
- Pour une pédagogie du milieu intégral, 1987, 488 p. (OCLC 301702998)
- Cinq mille proverbes africains pour la Loi des hommes nouveaux, 1990, 312 p. (OCLC 463872596).
- Le développement rural en Afrique Centrale, Théories et essai d’analyse critique, 1994, 337 p. (OCLC 72522434).
- Foi et Culture, 2002, 202 p. (OCLC 1380359814).